# 大会 (政党)
大会是西班牙纳瓦拉自治区的一个左翼政党。1987年，它作为一个政党联盟成立。1991年，它改组为政党。该党的意识形态是共产主义、21世纪社会主义、女性主义、反军国主义、生态主义和温和巴斯克民族主义。该党的政治立场是左翼。该党的领袖是米拉格罗斯·卢比奥。